# フェリックス・ベルデホ
フェリックス・ベルデホ（Félix Verdejo Sánchez、1993年5月19日 - ）は、プエルトリコの元プロボクサー。サンフアン出身。ボブ・アラムのトップランクに所属していた。同郷のフェリックス・トリニダード2世などとして次世代のスター候補と期待されていたが、2021年5月に妊娠中の愛人を殺害した容疑で警察に出頭。2023年に有罪が確定し、終身刑を言い渡された。

## 来歴

### アマチュア時代
2010年4月、AIBA世界ユース選手権にバンタム級（54kg）で出場し、1回戦で中澤奨に勝利するも、2回戦でロシア人選手に敗退。
2012年ロンドンオリンピックにライト級（60kg）で出場した。1回戦を苦戦しながら11-9の判定勝ちを収め突破した。2回戦は16-7の判定勝ちを収めたが、準々決勝でワシル・ロマチェンコに9-14の判定負けを喫し敗退、ベスト8の成績を残した。
2012年10月、トップランクと契約し同社の所属選手となりプロに転向した。

### プロ時代
2012年12月6日、ラスベガスのミラージュ内ザ・シークレット・ガーデンでプロデビュー（4回判定勝ち）。
2015年4月25日、グアイナボのコリセオ・マリオ・モラレスでマルコ・アントニオ・ロペスとWBOラテンアメリカライト級王座決定戦を行い、5回1分45秒TKO勝ちを収め王座獲得に成功した。
2015年6月13日、 マディソン・スクエア・ガーデン・シアターでニコラス・ウォータースVSミゲール・マリアガの前座でイヴァン・ナジェラと対戦し、10回3-0（2者が100-88、99-89）の判定勝ちを収め初防衛に成功した。
2015年12月11日、ロベルト・クレメンテ・コロシアムでホセニルソン・ドス・サントスと対戦し、2回2分26秒KO勝ちを収め2度目の防衛に成功した。
2016年2月27日、マディソン・スクエア・ガーデン・シアターでテレンス・クロフォードVSヘンリー・ランディーの前座でウィリアム・シルバと対戦し、10回3-0（99-91、2者が100-90）の判定勝ちを収め3度目の防衛に成功した。
2016年4月16日、ロベルト・クレメンテ・コロシアムでホセ・ルイス・マルチネスと対戦し、10回3-0（2者が99-91、98-92）の判定勝ちを収め4度目の防衛に成功した。
2016年6月11日、マディソン・スクエア・ガーデン・シアターでローマン・マルチネスVSワシル・ロマチェンコの前座で、フアン・ホセ・マルチネスと対戦し、5回2分40秒TKO勝ちを収め5度目の防衛に成功した。
2016年8月7日、バイクを運転中に転倒し負傷した。
2017年2月3日、ロベルト・クレメンテ・コロシアムでオリバー・フローレスと対戦し、10回3-0（99-91、96-94、98-92）の判定勝ちを収め6度目の防衛に成功した。
2017年6月10日、試合予定だったが足を負傷して欠場した。
2017年9月22日、アントニオ・ロザダと試合が決定していたが、風呂場で転倒して手首を負傷して欠場。欠場が続き試合を行わなかったため、WBOはベルデホのライト級指名挑戦権を剥奪した。
2018年3月18日、マディソン・スクエア・ガーデン・シアターでアントニオ・ロサダ・ジュニアと対戦し、プロ初黒星となる10回2分37秒TKO負けを喫した。
2019年11月12日、トレーナーをこれまでのリッキー・マルケスからイスマエル・サラスに変更したことを発表した。
2020年12月12日、米ラスベガスのMGMグランド内ザ・バブルで元OPBFライト級王者の中谷正義とWBOインターコンチネンタルライト級王座決定戦を行い、1回と4回に計2度のダウンを奪うも、9回1分45秒で逆転TKO負けを喫した。
2021年5月3日、殺人容疑によりプエルトリコのサンファンで逮捕された。連邦捜査局（FBI）の訴状によると、被害者はベルデホの子供を妊娠した不倫相手で、ベルデホから中絶を迫られていたが、ベルデホは4月29日に被害者女性を呼び出して顔を殴り薬物を注射して意識を失わせた上で、サンフアンのラグーンに車で運び、共犯者とともにワイヤで手足にブロックを縛り付けた後、橋から投げ捨て、水中に沈んでいく被害者女性を拳銃で撃ったとされている。5月1日に遺体が発見されたが歯科記録によってしか本人の確認が取れないほど顔の変形が激しかったという。車の盗難による死亡、誘拐による死亡、胎児の殺害、暴力犯罪に関連しての銃の使用及び携行で起訴され最高で死刑の可能性があったが、ベルデホは無罪を主張していた。
2023年11月、プエルトリコの連邦裁判所で有罪の判決が下され終身刑が宣告された。

## 戦績
- アマチュアボクシング：123戦 106勝 17敗[24]
- プロボクシング：29戦 27勝 (15KO) 2敗

| 戦           | 日付           | 勝敗 | 時間     | 内容     | 対戦相手                           | 国籍           | 備考                                        |
| ------------ | -------------- | ---- | -------- | -------- | ---------------------------------- | -------------- | ------------------------------------------- |
| 1            | 2012年12月6日  | ☆    | 4R       | 判定3-0  | レオナルド・チャベス               | アメリカ合衆国 | プロデビュー戦                              |
| 2            | 2013年1月19日  | ☆    | 1R 0:21  | KO       | トミー・アルチャンバルト           | アメリカ合衆国 |                                             |
| 3            | 2013年2月2日   | ☆    | 3R 0:26  | TKO      | ホセ・サンティアゴ                 | プエルトリコ   |                                             |
| 4            | 2013年3月23日  | ☆    | 2R 0:51  | TKO      | マーティン・グエザラ               | アメリカ合衆国 |                                             |
| 5            | 2013年4月13日  | ☆    | 1R 1:51  | TKO      | スティーブ・グティエレス           | アメリカ合衆国 |                                             |
| 6            | 2013年5月18日  | ☆    | 4R 1:48  | TKO      | コルベン・ページ                   | アメリカ合衆国 |                                             |
| 7            | 2013年8月10日  | ☆    | 6R       | 判定3-0  | ギレルモ・デルガディッロ           | アメリカ合衆国 |                                             |
| 8            | 2013年10月5日  | ☆    | 2R 2:53  | TKO      | ゲイリー・アイル                   | アメリカ合衆国 |                                             |
| 9            | 2013年11月24日 | ☆    | 6R       | 判定3-0  | ペッチサムサー・ドゥナイムクダハン | タイ           |                                             |
| 10           | 2014年1月25日  | ☆    | 1R 0:21  | KO       | ラウロ・アルカンテル               | メキシコ       |                                             |
| 11           | 2014年3月22日  | ☆    | 3R 1:26  | TKO      | フアン・サンティアゴ               | アメリカ合衆国 |                                             |
| 12           | 2014年4月19日  | ☆    | 1R 1:14  | KO       | イヴァン・ザバラ                   | メキシコ       |                                             |
| 13           | 2014年6月7日   | ☆    | 1R 1:17  | KO       | エンゲルベルト・ヴェレンズエラ     | メキシコ       |                                             |
| 14           | 2014年8月16日  | ☆    | 8R       | 判定3-0  | オスカー・ブラボ                   | チリ           |                                             |
| 15           | 2014年10月4日  | ☆    | 3R 1:57  | KO       | セルヒオ・ヴィラヌエバ             | メキシコ       |                                             |
| 16           | 2014年12月13日 | ☆    | 5R 1:45  | TKO      | カリム・エル・オウアズグハリ       | スペイン       |                                             |
| 17           | 2015年4月25日  | ☆    | 8R       | TKO      | マルコ・アントニオ・ロペス         | メキシコ       | WBOラテンアメリカライト級王座決定戦         |
| 18           | 2015年6月13日  | ☆    | 10R      | 判定3-0  | イヴァン・ナジェラ                 | アメリカ合衆国 | WBOラテンアメリカ防衛1                      |
| 19           | 2015年12月11日 | ☆    | 2R 2:26  | KO       | ホセニルソン・ドス・サントス       | ブラジル       | WBOラテンアメリカ防衛2                      |
| 20           | 2016年2月27日  | ☆    | 10R      | 判定3-0  | ウィリアム・シルバ                 | ブラジル       | WBOラテンアメリカ防衛3                      |
| 21           | 2016年4月16日  | ☆    | 10R      | 判定3-0  | ホセ・ルイス・マルチネス           | メキシコ       | WBOラテンアメリカ防衛4                      |
| 22           | 2016年6月11日  | ☆    | 5R 2:40  | TKO      | フアン・ホセ・マルチネス           | メキシコ       | WBOラテンアメリカ防衛5                      |
| 23           | 2017年2月3日   | ☆    | 10R      | 判定3-0  | オリバー・フローレス               | ニカラグア     | WBOラテンアメリカ防衛6                      |
| 24           | 2018年3月18日  | ★    | 10R 2:37 | TKO      | アントニオ・ロサダ・ジュニア       | メキシコ       |                                             |
| 25           | 2018年11月10日 | ☆    | 2R       | KO       | ヤルドレイ・アルメンタ・クルス     | メキシコ       |                                             |
| 26           | 2019年4月20日  | ☆    | 10R      | 判定 3-0 | ブライアン・バスケス               | コスタリカ     |                                             |
| 27           | 2020年1月18日  | ☆    | 10R      | 判定 3-0 | マヌエル・レイ・ロハス             | アメリカ合衆国 |                                             |
| 28           | 2020年7月16日  | ☆    | 1R       | TKO      | ウィリアム・マデラ                 | アメリカ合衆国 |                                             |
| 29           | 2020年12月12日 | ★    | 9R 1:45  | TKO      | 中谷正義（帝拳）                   | 日本           | WBOインターコンチネンタルライト級王座決定戦 |
| テンプレート |                |      |          |          |                                    |                |                                             |

## 獲得タイトル
- WBOラテンアメリカライト級王座（防衛6）